# Andreas Vanpoucke

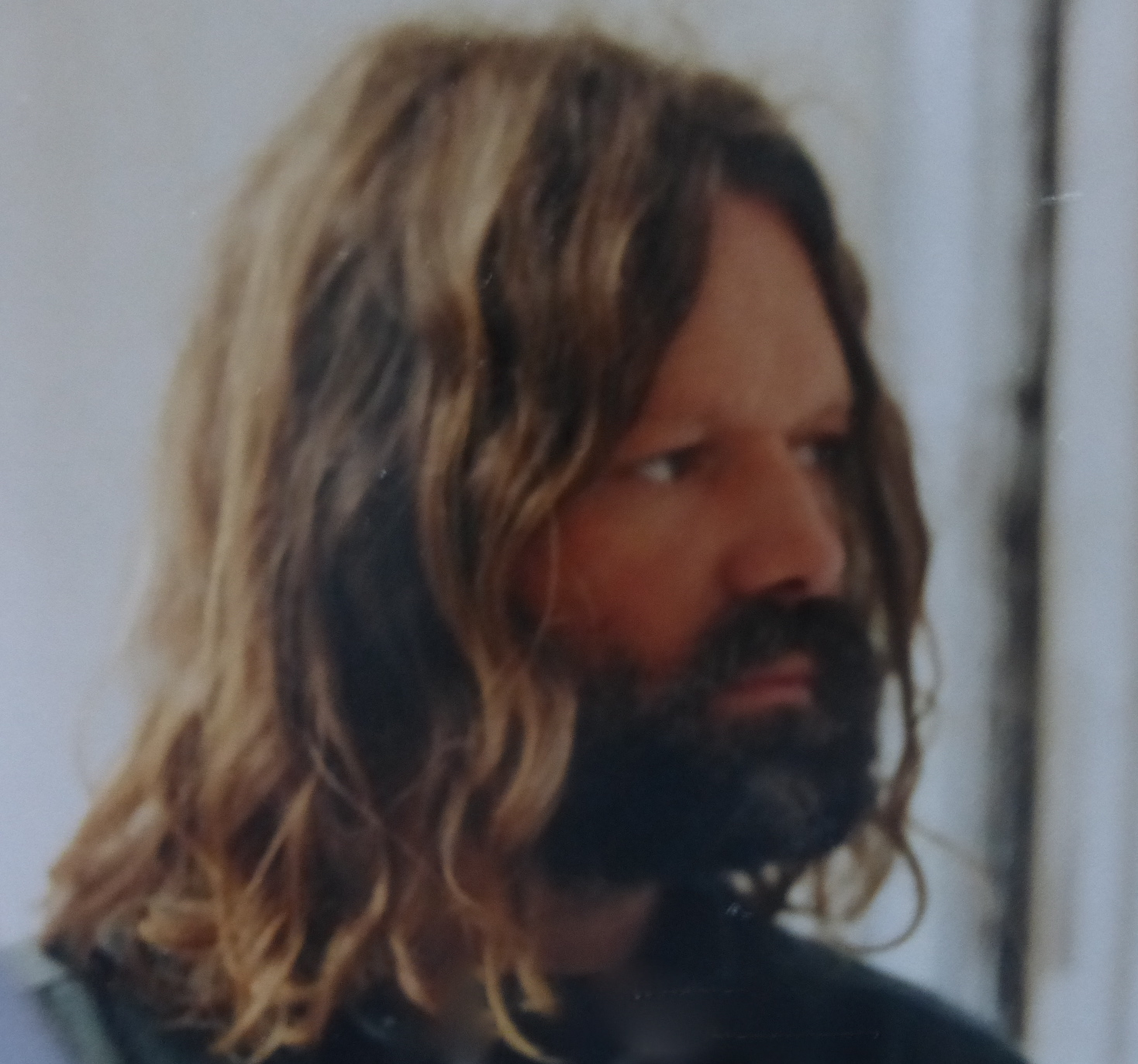

Andreas Vanpoucke (Diksmuide, 5 augustus 1959 is een Belgisch kunstschilder.

## Biografie
In zijn jeugd woonde Vanpoucke in Handzame. Hij studeerde tussen 1975 en 1983 vrije grafiek en schilderen aan de Hogeschool Sint-Lucas in Gent, bij onder anderen Raf Coorevits. Na zijn opleiding werkte hij als kunstschilder, etser en tekenaar. In 1983 werd hij docent aan het Gentse Sint-Lucas, waar hij doceert in waarnemingstekenen. Vanaf 1997 woont hij met zijn gezin in het dorpje Saint-Rémy in de Provence.

## Werk

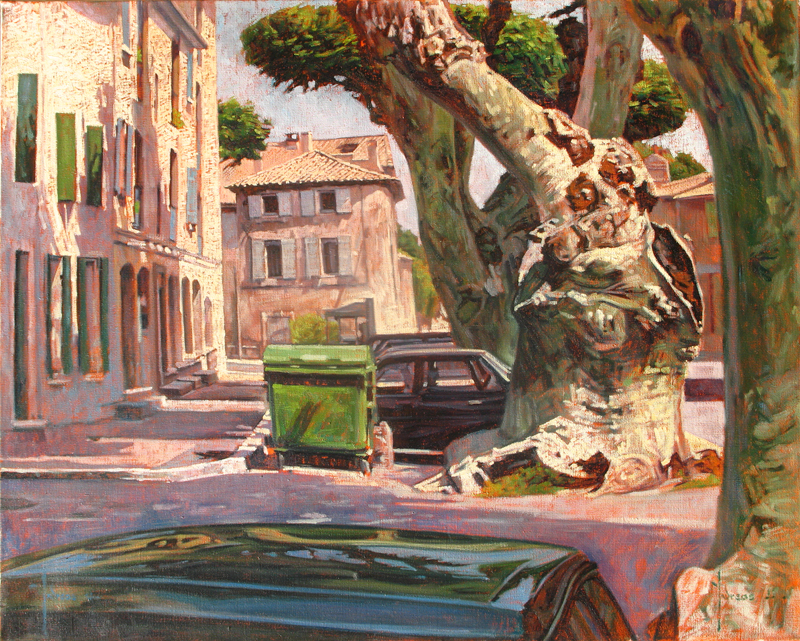
Plein in Saint-Rémy-de-Provence, olieverf, 80x100 cm

Vanpoucke maakt schilderijen en etsen van pittoreske locaties en de plaatselijke bewoners. Hij laat ook de dagelijkse werkelijkheid zien en neemt de aanwezigheid van elektriciteitspalen, vuilnisbakken en auto’s mee in zijn kunst. Daarnaast maakt Vanpoucke etsen van zijn woonomgeving in de Provence, zoals de serie "Le Midi en Noir et Blanc".
Het werk van Vanpoucke kan worden gekarakteriseerd met de term poëtisch realisme.

## Exposities
De eerste expositie van Vanpoucke vond in 1976 plaats, in het gemeentehuis van Handzame, met pentekeningen voor een kalender, uitgegeven door Michiel Mispelon. In 1994 volgde een expositie in Kortemark.
Een belangrijk werk van Vanpoucke is de ‘Mur de tendresse’ (Muur van tederheid), dat uit 410 kleine olie- en acrylschilderijen bestaat. Het onderwerp van dit schilderij, dat getoond werd tijdens het Zuid-Franse Festival AP’art, is de mens in zijn huidige leefomgeving.
In 2013 exposeerde Vanpoucke in de Kieviet in Antwerpen, met meer dan 500 etsen, schilderijen en tekeningen, onder andere met schilderijen waarop personen op de rug gezien worden.
In 2015 had Vanpoucke een solo-expositie in Handzame, met de titel ‘Van Handzame tot de Provence’.

## Schilderijen

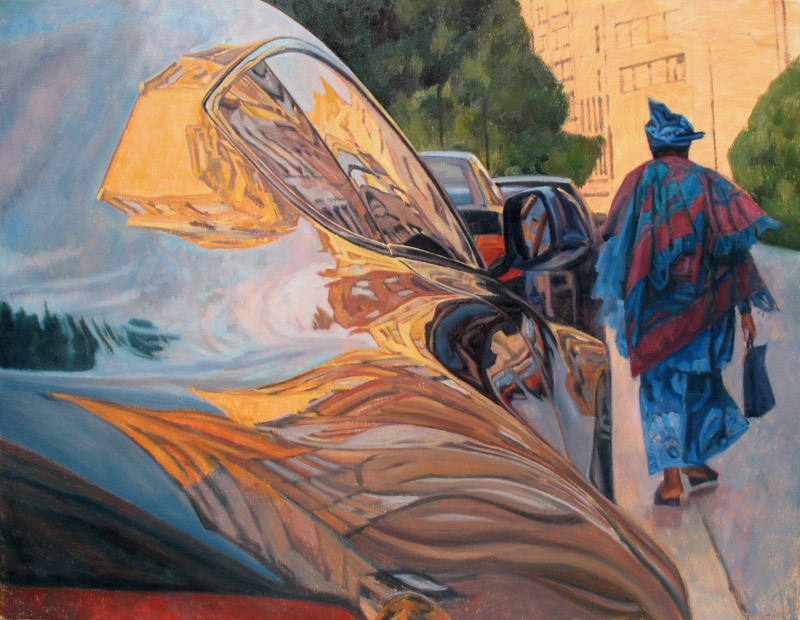
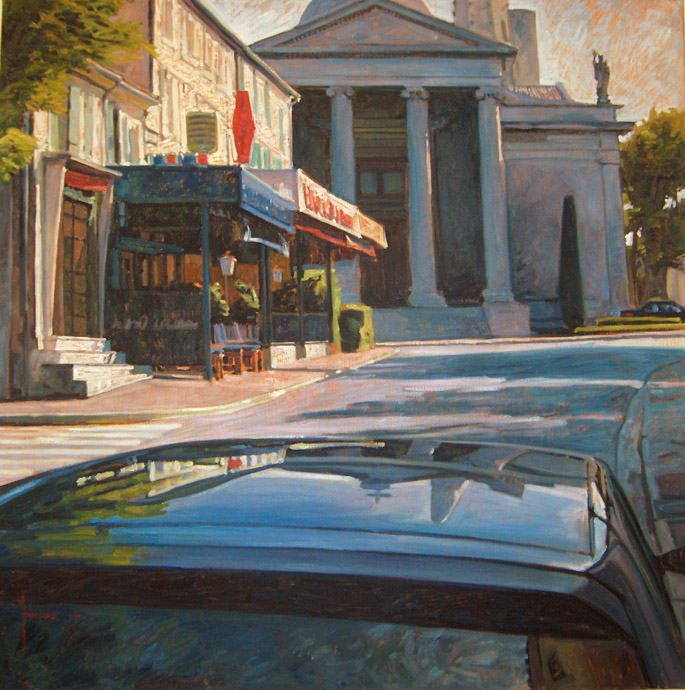
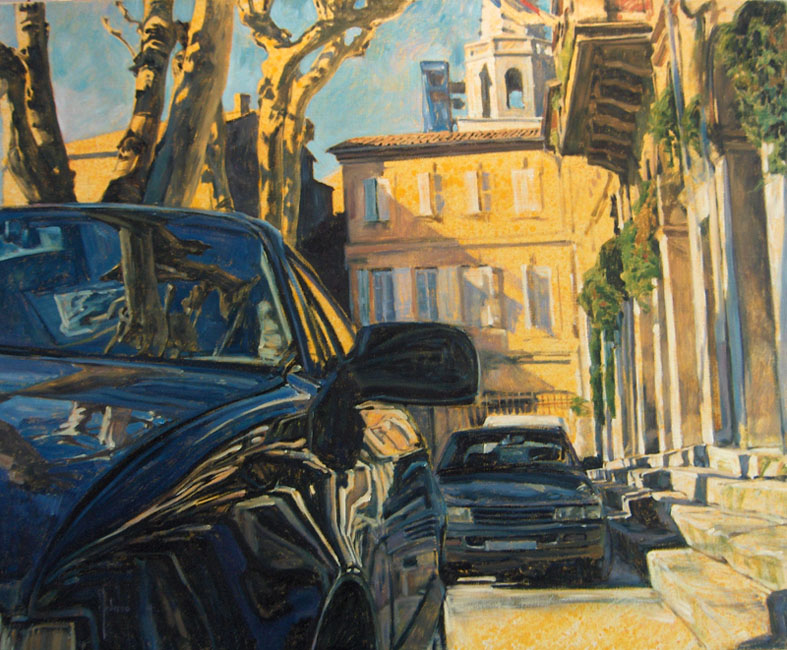
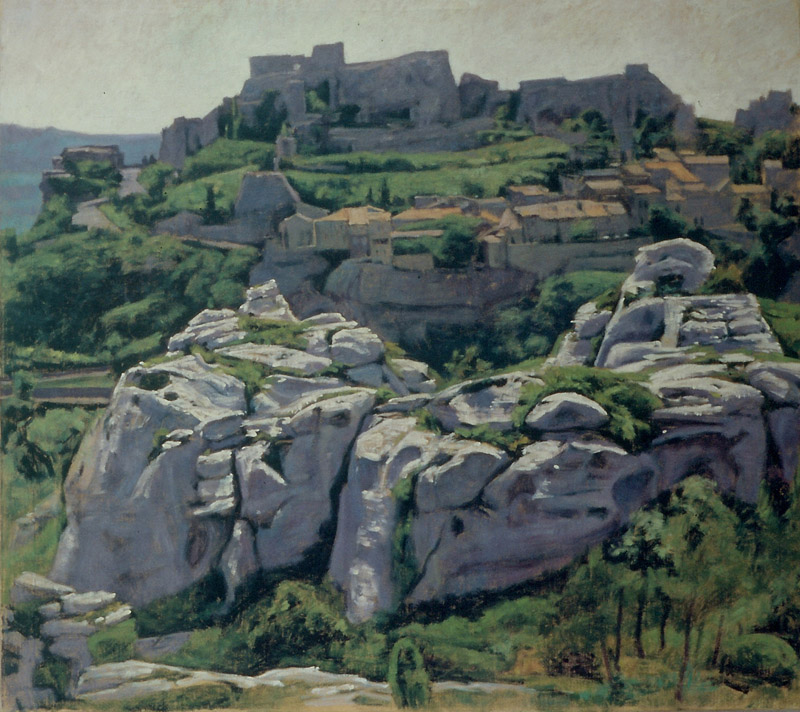
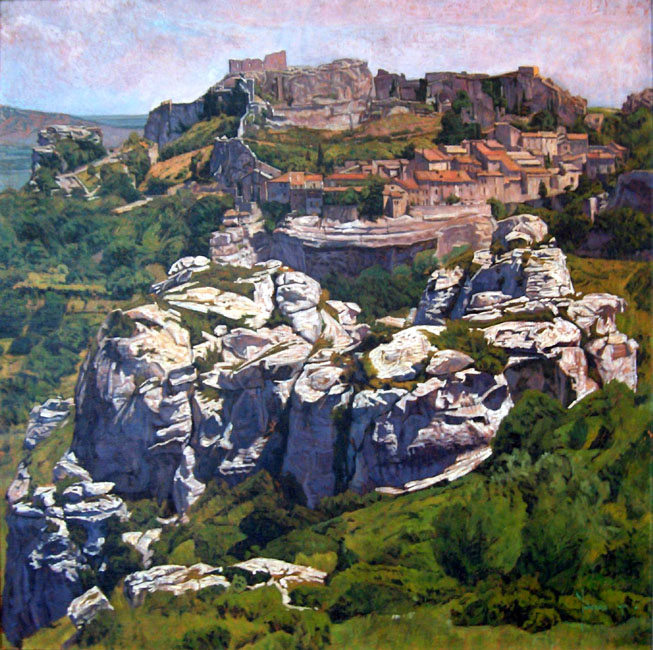
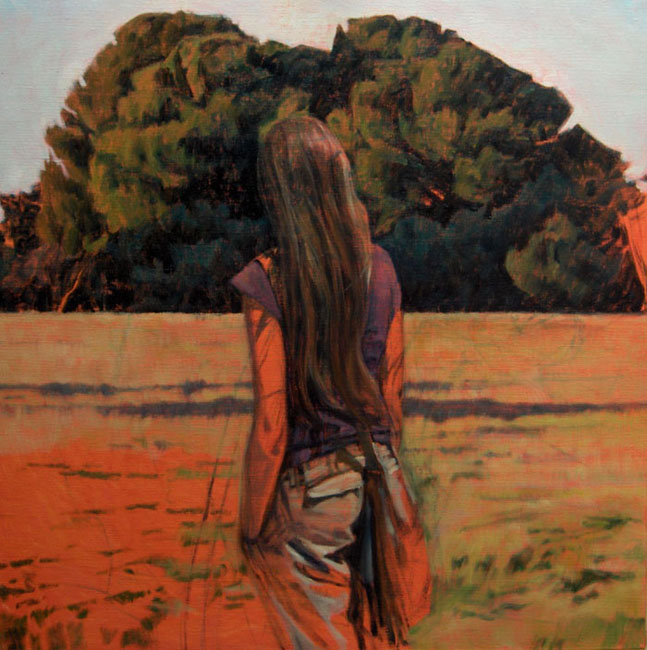
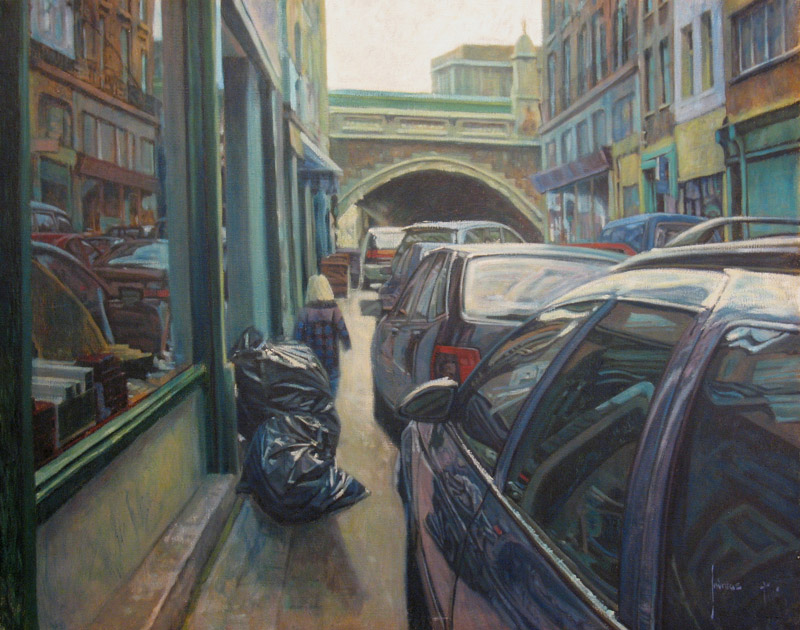
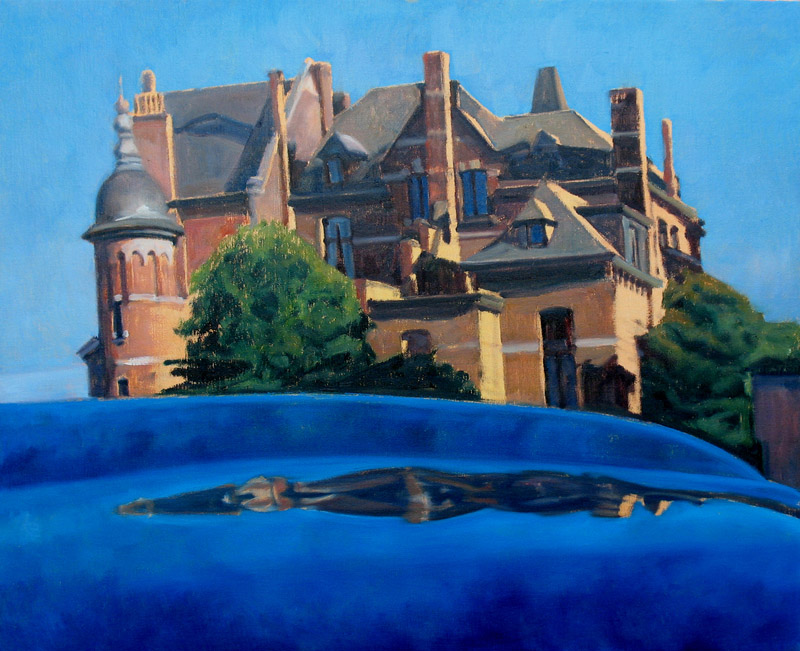

## Etsen

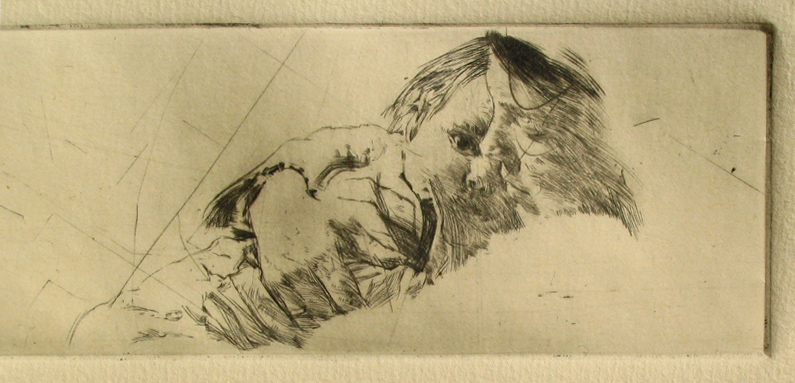
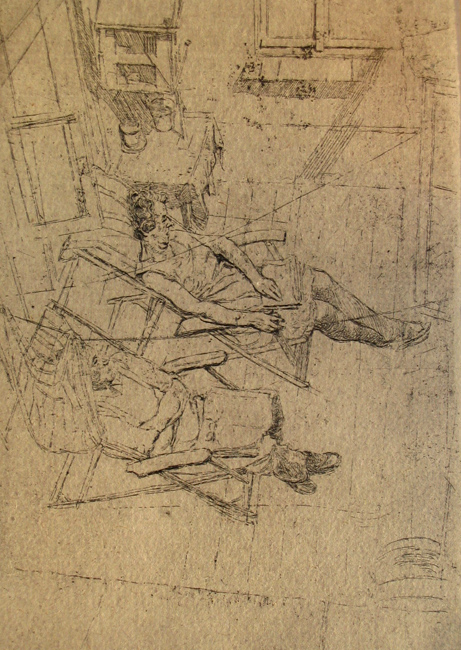